# Ikarus Kurir
Ikarus Kurir (srbsky Икарус Курир) byl jednomotorový hornoplošník navržený v Jugoslávii. Především byl využíván jugoslávskou armádou jako víceúčelový letoun (spojovací, průzkumný, školní, sanitní). V armádním provozu byl v období 1955–1972. Poté byl využíván v civilním letectví.

## Vznik a vývoj
Letoun byl navržen Borisem Cijanem a Mihou Mazovičem v továrně Ikarus v Zemunu (nyní součást Bělehradu). Jako vzor byl vzat německý letoun Fieseler Fi 156 Storch (Čáp). V Československu byl tento letoun vyráběn pod označením Mráz K-65 Čáp a 19 těchto letounů bylo v roce 1947 dodáno i do Jugoslávie. Prototyp nového letounu Kurir byl zalétán v roce 1955. Sériová výroba byla zahájena v roce 1956.
Letoun byl mj. představen veřejnosti na Podzimním mezinárodním veletrhu v Záhřebu v roce 1957.

## Popis letounu
Křídlo letounu bylo na rozdíl od Storcha celokovové, skořepinové konstrukce. Mělo velmi účinné, elektricky ovládané vztlakové klapky, které po vysunutí zvětšily nosnou plochu křídla z 24,8 na 28,8 m2. Dvě palivové nádrže byly umístěny v křídle. Kombinace klapek a slotů umožňovala velmi krátký start a přistání. Podvozek byl neobvykle vysoký s dlouhým zdvihem, což bylo typické pro jednomotorové letouny s krátkým startem a přistáním (STOL).
Trup letounu obdélníkového průřezu byl svařen z ocelových trubek a potažen plátnem. Prosklená kabina měla obvykle dvě sedadla v tandemovém uspořádání. Levý bok trupu bylo možné celý odklopit a tak při sanitním využití vznikl prostor pro vložení dvou nosítek. Rovněž bylo možné přidat třetí sedadlo, zadní sedadla pak byla vedle sebe.
Kurir byl původně poháněn šestiválcovým invertním vzduchem chlazeným motorem s reduktorem. Jednalo se u upravený Walter Minor 6, který se v licenci vyráběl v továrně IMR pod označením Walter/IMR Minor J-W-6/III. Reduktorová verze tohoto motoru byla označena jako Walter/DMB DM-6R. Výkon byl z původních 160 k/118 kW snížen na 155 koní (114 kW) a nominální ze 140 k/103 kW na 116 k/85 kW. Dlužno dodat, že verze s reduktorem nemá oporu v původních konstrukcích továrny Walter. Takto modifikovaný motor měl problémy s vibracemi (při některých režimech), které se přenášely na celý letoun. Jugoslávským konstruktérům se tento problém nepodařilo vyřešit, a proto pozdější verze tohoto letounu označená jako Kurir L byla vybavena americkým motorem Lycoming O-435-1.
Mimo sanitní verze byl letoun také vybavován místo kolového podvozku lyžemi a také bylo vyrobeno několik strojů ve verzi Hidro (hydroplán).

## Použití
Letadlo našlo široké uplatnění jak v armádním letectvu, tak v civilních aplikacích. Byl používán jako spojovací a průzkumný letoun, jako sanitní, i jako školní letadlo pro výcvik pilotů, pro vlečení kluzáků, pro seskoky parašutistů, pro přepravu lidí a materiálů.
Bylo postaveno 166 Kurirů, sloužících jugoslávskému letectvu až do roku 1972. Mnohá letadla byla po ukončení armádní služby převedena pro civilní použití. Většinou se objevila v jugoslávském civilním registru a létala v aeroklubech. Od července 2010 byl jeden Kurir L zaregistrován v USA, jeden ve Slovinsku a jeden v Chorvatsku. V roce 1973 byl letoun Ikarus Kurir použit v jugoslávském válečném filmu Pátá ofenzíva s Richardem Burtonem v hlavní roli. Ikarus Kurir L si "zahrál" roli letounu Luftwaffe Fieseler Fi.152 Storch.
V červnu 1972 byl letoun výr. č. 50198 s imatrikulací YU-CAN zničen na pomezí Chorvatska a Bosny-Hercegoviny mezi chorvatským Duvnem (nyní Tomislavgrad) a "bosenským" Sinjem. V roce 1994 potkal stejný osud letoun výr. č. 50167 s imatrikulací YU-CAZ u Lublaně ve Slovinsku.

## Varianty
- Kurir DM-6R: standardní výrobní model s motorem DM-6R pro jugoslávské letectvo
- Kurir H: hydroplánová verze na plovácích.
- Kurir L: druhá řada s motorem Lycoming O-435-1 o výkonu 180 k/132 kW

## Dochované exempláře
V muzeích jsou vystaveny tři letouny Kurir. Dva z nich Kurir L (výr. č. 50200, YU-CBD) a Kurir DM-6R (výr. č. 50157, YU-CCB) jsou uloženy v Muzeu letectví (Bělehrad) v Srbsku. Další Kurir DM-6R je v technickém muzeu v německém Sinsheimu (Technik Museum Sinsheim). Ten je ovšem v kamufláži jako původní Fieseler Fi 156 Storch, s "falešnou" imatrikulací PT+TP a je označen jako Cijan (Ikarus) Kurir. Je to však originální Ikarus Kurir s motorem DM-6R výr. č. 50127.
Několik letounů je v aeroklubech např. zrestaurovaný Kurir v Aeroklubu Postojna (YU-DAM, výr. č. 50174) s motorem Walter/DMB DM-6R.

## Uživatelé
- Jugoslávie
  - Jugoslávské letectvo a protivzdušná obrana
  - Jugoslávské aerokluby

## Specifikace
Údaje s motorem DM-6R dle

### Technické údaje
- Osádka: 1
- Kapacita: 1–2
- Rozpětí: 14,9 m
- Délka: 9,68 m
- Výška: 2,5 m
- Nosná plocha: 24,8 m2
- Hmotnost prázdného letadla: 920 kg
- Vzletová hmotnost: 1 400 kg
- Plošné zatížení: 59,3 kg/m2
- Pohonná jednotka:
  - Walter/DMB DM-6R, šestiválcový řadový motor s reduktorem
- Vrtule: dvoulistá pevná, později stavitelná vrtule Scintex o průměru 3,1 m

### Výkony
- Maximální rychlost: 189 km/h
- Cestovní rychlost: 160 km/h
- Přistávací rychlost: 60 km/h
- Praktický dostup: 3 300 m
- Dolet: 760 km